# Araneus unistriatus
Araneus unistriatus là một loài nhện trong họ Araneidae.
Loài này thuộc chi Araneus. Araneus unistriatus được Henry Christopher McCooki miêu tả năm 1894.